# ماوت
ماوت (انگلیسی: Mauth)